# Grzegorz Komendarek

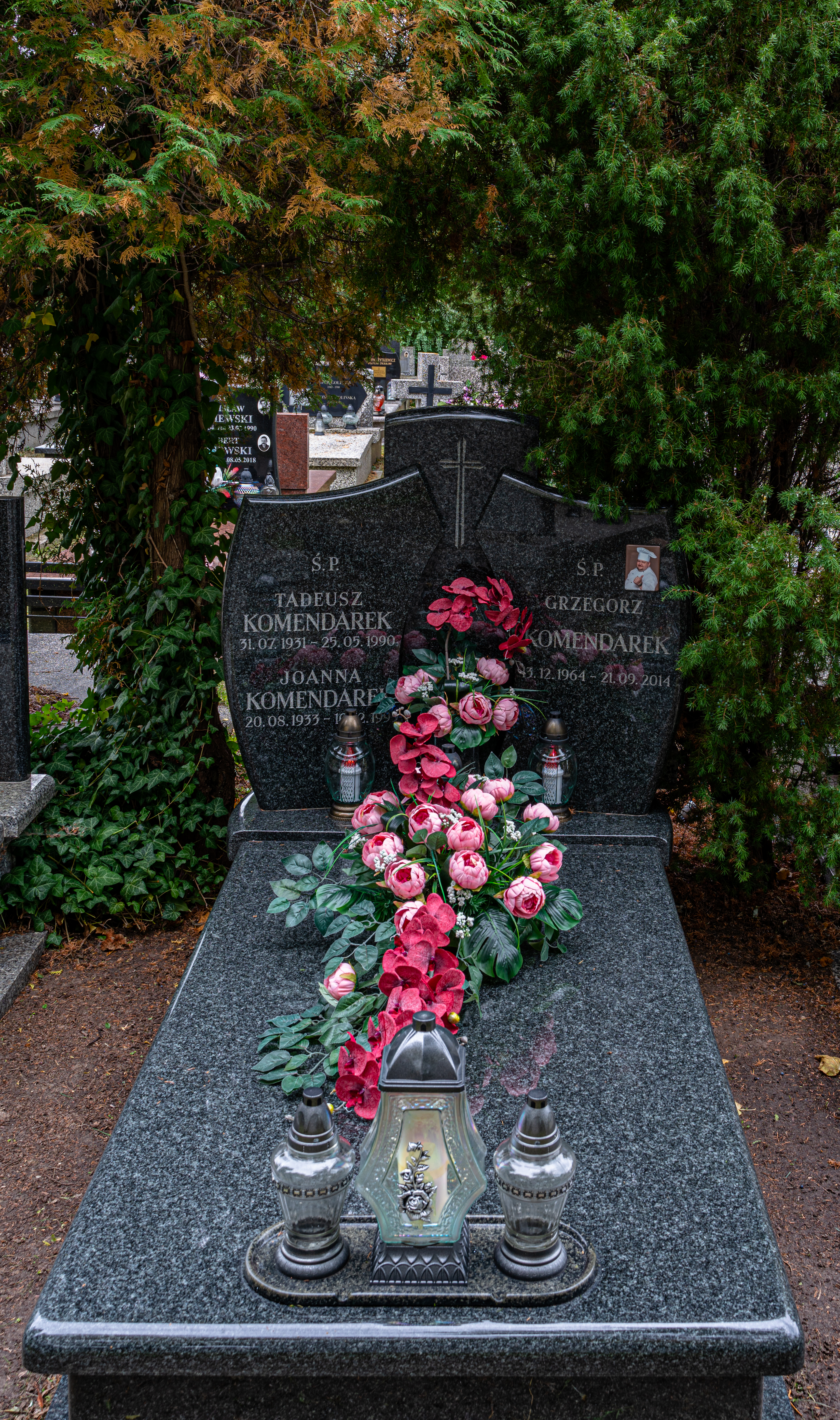
Grób Grzegorza Komendarka na cmentarzu komunalnym Północnym w Warszawie

Grzegorz Komendarek (ur. 13 grudnia 1964 w Warszawie, zm. 21 września 2014 w Skarżysku-Kamiennej) – polski kucharz oraz aktor niezawodowy. Występował również w kilku serialach telewizyjnych.

## Życiorys
Był członkiem Ogólnopolskiego Stowarzyszenia Szefów Kuchni i Cukierni. Popularność zyskał rolą kucharza Grzesia w telenoweli Złotopolscy. Brał udział w licznych warsztatach i pokazach kulinarnych. Zginął w wypadku samochodowym, wraz z publicystką kulinarną Hanną Szymanderską, na drodze ekspresowej S7 w Skarżysku-Kamiennej. Uroczystości pogrzebowe Grzegorza Komendarka odbyły się 3 października 2014 w kościele pw. św. Maksymiliana Kolbego w Warszawie. Urnę z prochami Komendarka złożono na cmentarzu Północnym na Wólce Węglowej (kwatera W-IX-8, rząd 2, grób 4).

## Filmografia
- 1998–2010: Złotopolscy – Grzesio Ordalski, kucharz w restauracji Marty Gabriel
- 1999: Na dobre i na złe – Roman Grodecki (odc. 5)
- 2007: Hela w opałach – Ernest (odc. 28)
- 2009: Na dobre i na złe – Edward Balicki (odc. 385)
- 2011: Rodzinka.pl – gruby pan (odc. 26)